# Fitotelma

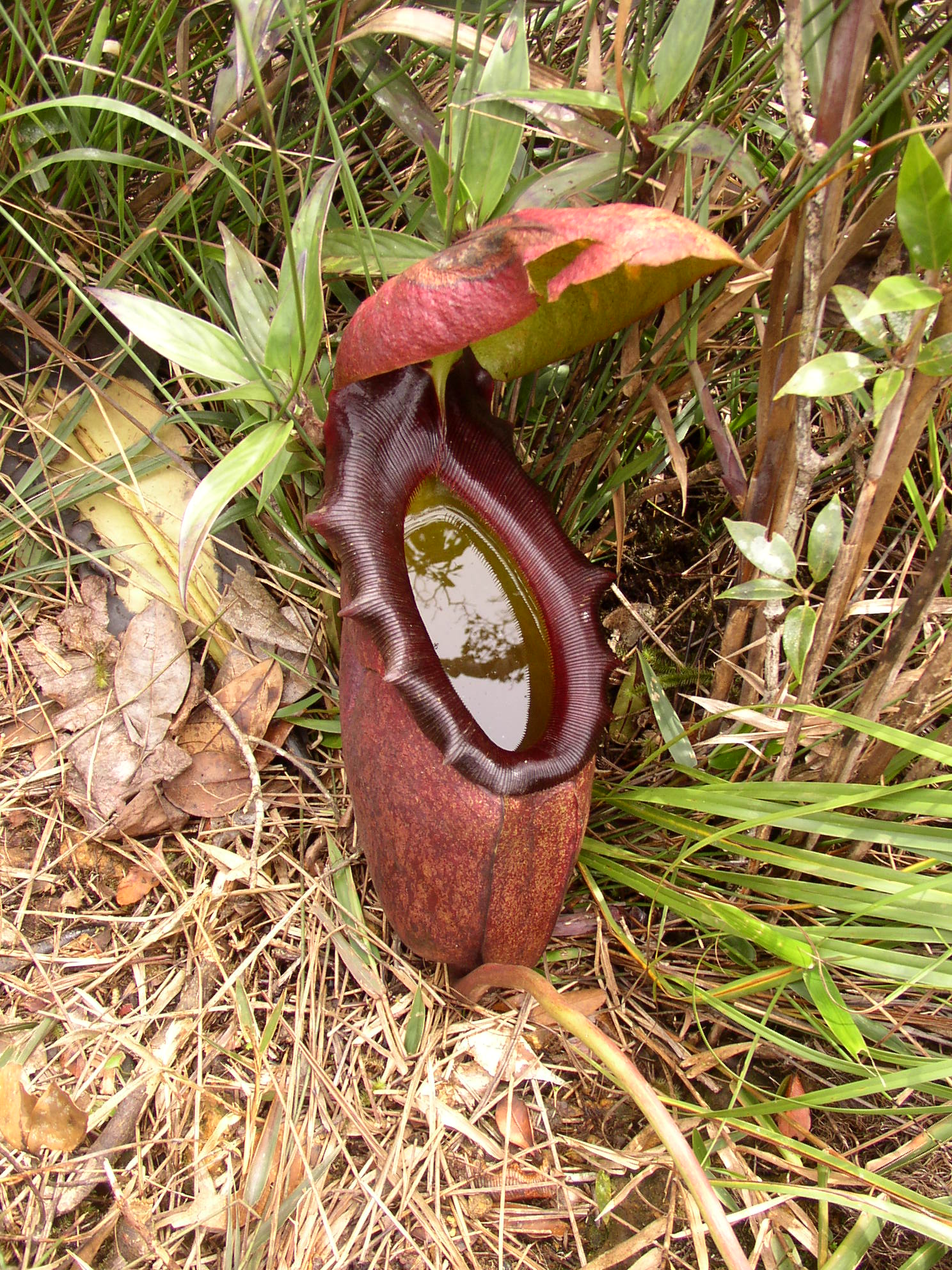
Las jarras gigantes de Nepenthes rajah actúan como fitotelmas

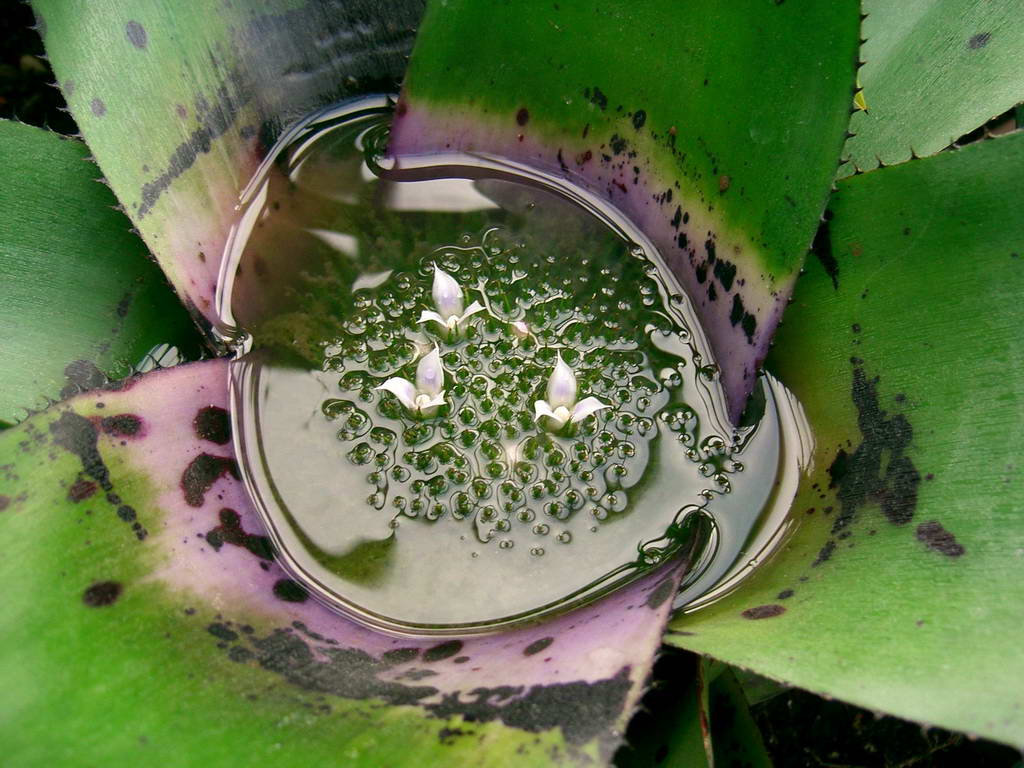
Tanque de bromelias formado por Neoregelia concentrica var. plutonis

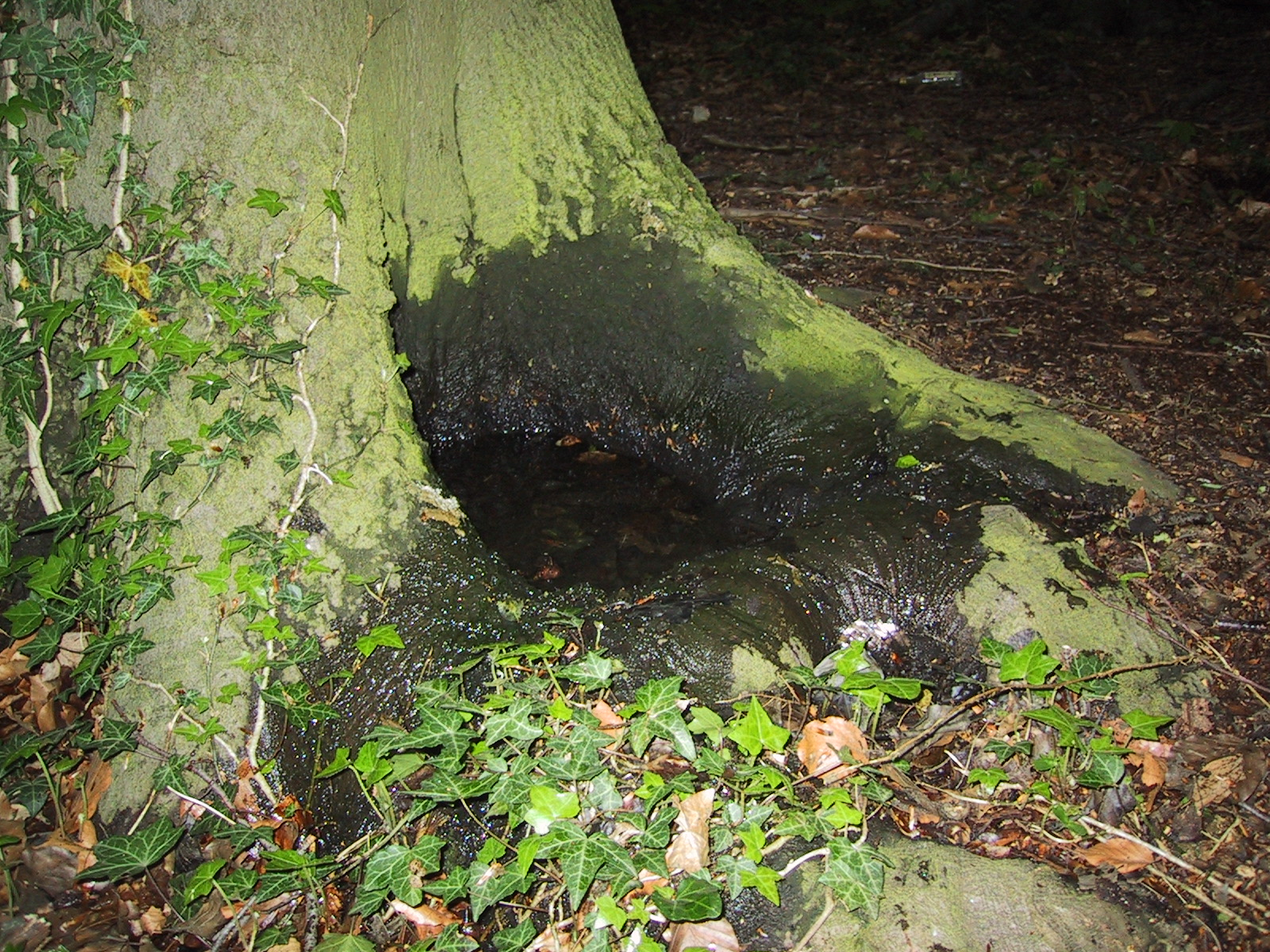
Una cavidad arbórea llena de agua

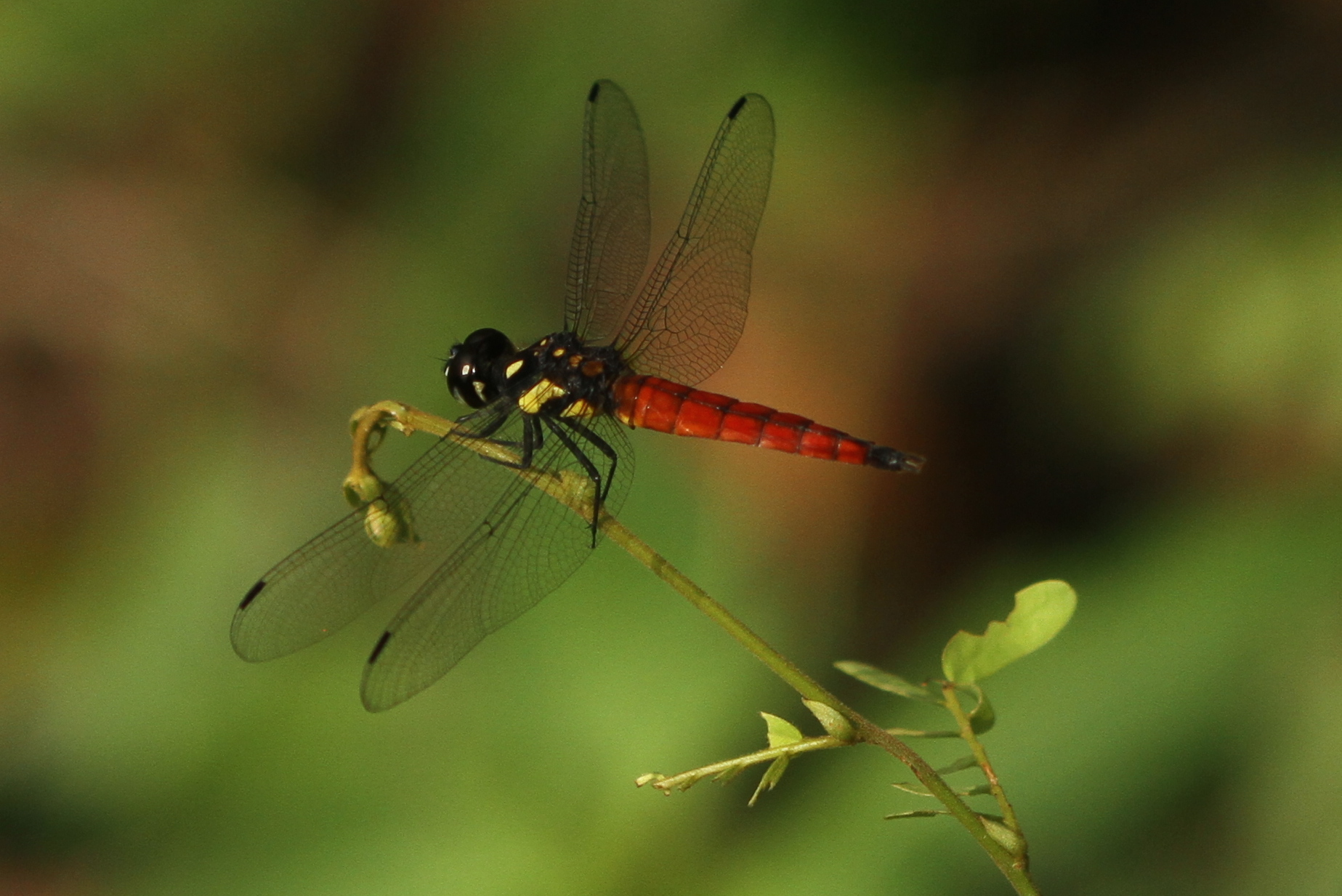
Lyriothemis tricolor es una especie de libélula que se reproduce en fitotelmas

Una fitotelma es una pequeña cavidad llena de agua en una planta terrestre. El agua acumulada dentro de estas plantas puede servir como hábitat para la fauna y la flora asociadas.
Una rica literatura en alemán resumida por Thienemann (1954) desarrolló muchos aspectos de la biología de las fitotelmas. Las revisiones del tema por Kitching (1971) y Maguire (1971) introdujeron el concepto de fitotelmas a los lectores de habla inglesa. Un libro de varios autores editado por Frank y Lounibos (1983) trató en once capítulos con clasificación de fitotelmas, y con fitotelmas proporcionadas por entrenudos de bambú, las axilas de las hojas de plátano y de bromelias, tanques formados por estructuras de Nepenthes y Sarracenia, cavidades arbóreas, y brácteas de flores de Heliconia.
Una clasificación de fitotelmas de Kitching (2000) reconoce cinco tipos principales: tanques de bromelia, ciertas plantas carnívoras como plantas de jarra, huecos de árboles llenos de agua, entrenudos de bambú y agua de axila (recolectada en la base de hojas, pétalos o brácteas ); se concentró en las redes alimentarias. Una revisión de Greeney (2001) identificó siete formas: huecos de árboles, axilas de hojas, flores, hojas modificadas, partes vegetativas caídas (por ejemplo, hojas o brácteas), cáscaras de frutos caídos y pudriciones del tallo.

## Etimología
La palabra "fitotelma" deriva de las raíces griegas antiguas phyto-, que significa 'planta', y telma, que significa 'estanque'. Por tanto, el singular correcto es fitotelma.
El término fue acuñado por L. Varga en 1928.

## Ecología
A menudo, la fauna asociada con las fitotelmas es única: en las fitotelmas se encuentran diferentes grupos de microcrustáceos, incluidos los ostrácodos (Elpidium spp . Metacypris bromeliarum ), copépodos harpacticoides (Bryocamptus spp, Moraria arboricola, Attheyella spp.) y copépodos ciclopoides (Bryocyclops spp., Tropocyclops jamaicensis).
En los hábitats de selva tropical y subtropical, muchas especies de ranas se especializan en fitotelmas como caldo de cultivo fácilmente disponible, como algunos microhílidos (en plantas de jarra), ranas venenosas de dardo y algunas ranas arborícolas (en bromelias).
Muchos insectos los utilizan para reproducirse y alimentarse, por ejemplo, odonatos, chinches de agua, escarabajos y dípteros. Algunas especies también son de gran importancia práctica; por ejemplo, las etapas inmaduras de algunos mosquitos, como algunas especies de Anopheles y Aedes, que son importantes vectores de enfermedades, se desarrollan en fitotelmas.